# Richard W. Richards
Richard Walter Richards,(1893-1985) a menudo conocido como Dick Richards, fue un explorador polar. Nació en Bendigo, estado de Victoria, Australia en 1893. Fue un profesor de ciencias que se unió a la Expedición Imperial Trans-Antártica organizada y dirigida por Sir Ernest Shackleton en diciembre de 1914. Se incorporó como físico en el equipo del mar de Ross que estaba al mando del capitán Aeneas Mackintosh. Cuando se embarcó en el Aurora, Richards tenía 21 años de edad y acababa de terminar sus estudios en la universidad de Melbourne. Sobrevivió a los demás miembros de la expedición y fue también el último superviviente de la llamada «edad heroica» de la exploración antártica. Murió a la edad de 91 años en 1985.

## Con el equipo del mar de Ross
En el malhadado equipo del mar de Ross, Richards aprendió a conducir trineos y técnicas de los viajes polares con Ernest Joyce, a quien Richards admiraba. Richards fue el primero que advirtió la desaparición del Aurora durante un vendaval el 6 de mayo de 1915, y casualmente también fue el primero en verlo aparecer cuando regresó 20 meses después. Durante el período intermedio, mientras que el grupo estuvo varado en la costa, Richards participó en la terrible marcha hasta el glaciar Beardmore, colocando depósitos de suministros para el grupo de Shackleton que iba a realizar el cruce del continente pasando por el Polo Sur, travesía que nunca se realizó. Durante el viaje de regreso murieron sus compañeros Arnold Spencer-Smith, Víctor Hayward y Mackintosh. Él estuvo en cama varias semanas para recuperarse del agotamiento del viaje y de una depresión que le sobrevino.

## Después de la expedición
Después del salvamento del grupo en enero de 1917, y su regreso a Australia, Richards impartió clases en la Escuela industrial de Minas en Ballarat. Después de actuar como asesor del gobierno sobre aparatos ópticos durante la Segunda Guerra Mundial, regresó a Ballarat, en 1948, como Director de la Escuela, se jubiló en 1958. Durante sus últimos años fue frecuentemente consultado por historiadores y cronistas de la exploración polar, a menudo expresando sus opiniones en términos incisivos. Sostuvo la opinión de que, aunque la colocación de depósitos pudo parecer inútil, en la realidad no lo fue, según él fue una demostración de lo que el espíritu humano puede lograr en la adversidad.

## Honores y homenajes
Richard Richards fue condecorado con la Medalla Albert en 1923 por sus esfuerzos para salvar la vida de Spencer-Smith y Mackintosh en el viaje para colocar los depósitos, este premio fue cambiado en 1971 por la Cruz George, un intercambio que se ofreció a todos los titulares de la Medalla Albert con vida en aquel momento. Fue también honrado al darle su nombre a una ensenada, la Ensenada Richards en 83°20′S 168°30′E / -83.333, 168.500., y también al instituirse la medalla Richard W Richards en el Colegio de Educación Superior de Ballarat.

## Trivialidad
Es sabido que Richard firmó su contrato con la Expedición sin hablar de su salario, al regreso recibió por tal concepto la cantidad de 70£.